# Rosa Sucher

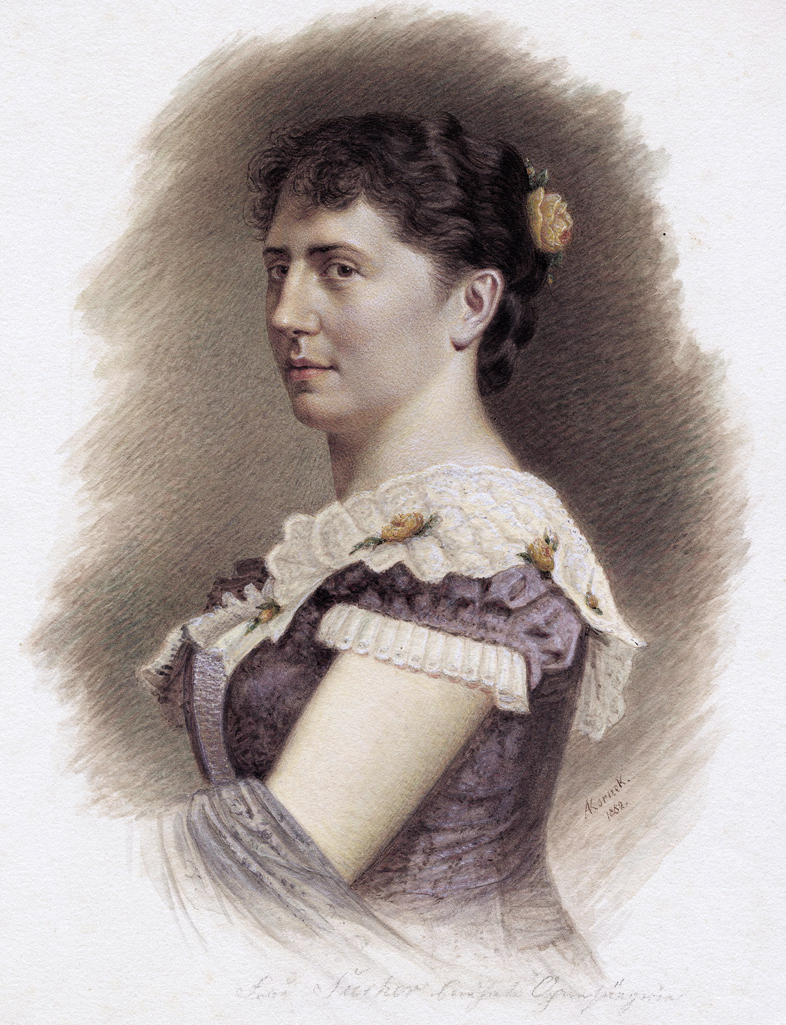
Rosa Sucher (1882)

Rosa Sucher (nome de solteira Hasselbeck, Velburg, 23 de Fevereiro de 1849 — Eschweiler, 16 de Abril de 1927), foi uma cantora lírica (soprano) alemã. Foi contemporânea e possível rival de Lilli Lehmann.
Estreou em Munique em 1871 como Waltraute em Die Walküre dali foi para Berlim e Leipzig. Casou-se com Josef Sucher (1844-1908), famoso regente e compositor em 1876, quando ele era o maestro do teatro municipal de Leipzig. 
Frau Sucher logo se tornou famosa pelas suas performances nas óperas de Richard Wagner nas temporadas em Londres em 1882 e 1892 provando grande capacidade tanto como cantora como atriz; em 1886 e 1888 cantou no Bayreuth Festspielhaus, e no final de carreira ela estava principalmente associada com o palco operístico de Berlim, e se aposentou em 1903.
Era especialmente lembrada a sua interpretação de Isolda em Tristan und Isolde. Outros papéis no seu repertório incluem Agathe, Euryanthe, Elsa, Eva, Brünnhilde, Kundry, e Desdemona em Otello.